# Kelly Holmesová
Kelly Holmesová (* 19. dubna 1970, Pembury, Kent) je bývalá britská atletka, běžkyně. Její specializací byl běh na 800 metrů a běh na 1500 metrů.

## Kariéra
První úspěch zaznamenala na mistrovství Evropy v Helsinkách 1994, kde získala stříbrnou medaili na patnáctistovce. V témže roce vybojovala na stejné trati také zlatou medaili na hrách Commonwealthu a bronz na světovém poháru v Londýně. O rok později doběhla třetí (1500 m) na světovém šampionátu v Göteborgu, kde mj. získala i stříbro na osmistovce.
V roce 2002 v Manchesteru získala na hrách Commonwealthu zlatou medaili na patnáctistovce. Z předešlých her v Kuala Lumpur 1998 si odvezla stříbro. V roce 2003 se stala v Birminghamu halovou vicemistryní světa (800 m) a druhá skončila také na mistrovství světa v Paříži (1500 m). Atletickou kariéru ukončila v roce 2005.

### Letní olympijské hry
Třikrát reprezentovala na letních olympijských hrách, přičemž vždy závodila na půlce i na patnáctistovce. V roce 1996 v Atlantě doběhla ve finále půlky na čtvrtém místě v čase 1:58,81. Na bronzovou Marii Mutolaovou ztratila v cíli deset setin. O čtyři roky později v Sydney vybojovala na půlce bronzovou medaili, když rychlejší než ona byly jen Maria Mutolaová z Mosambiku a Rakušanka Stephanie Grafová.
Na olympijské zlato dosáhla na letních hrách v Athénách 2004. V závodě na 800 metrů předvedla již v semifinálovém běhu nejrychlejší čas ze všech závodnic 1:57,98. V samotném finále proběhla cílem v čase 1:56,38. Další dvě atletky měly shodný čas 1:56,43. Stříbro nakonec brala Hasna Benhassiová z Maroka a bronz Slovinka Jolanda Čeplaková. O pár dní později vybojovala zlatou medaili také na patnáctistovce.
Později byla za své úspěchy vyznamenána. Je nositelkou hodnosti komandér (DBE) a členem (MBE) Řádu britského impéria.
| Olympijské hry | Místo konání      | Umístění | Výkon   | Disciplína |
| -------------- | ----------------- | -------- | ------- | ---------- |
| LOH 1996       | Atlanta, USA      | 4.       | 1:58,81 | 800 m      |
| LOH 1996       | Atlanta, USA      | 11.      | 4:07,46 | 1500 m     |
| LOH 2000       | Sydney, Austrálie | 3.       | 1:56,80 | 800 m      |
| LOH 2000       | Sydney, Austrálie | 7.       | 4:08,02 | 1500 m     |
| LOH 2004       | Athény, Řecko     | 1.       | 1:56,38 | 800 m      |
| LOH 2004       | Athény, Řecko     | 1.       | 3:57,90 | 1500 m     |